# Saint-Lormel
Saint-Lormel è un comune francese di 896 abitanti situato nel dipartimento delle Côtes-d'Armor nella regione della Bretagna.

## Società

### Evoluzione demografica
Abitanti censiti